# 高砂町 (江別市)
高砂町（たかさごちょう）とは、北海道江別市の町丁。郵便番号は067-0074。人口は1,623人、世帯数は863世帯（2023年12月1日現在）。丁目の設定のない単独町名である。住居表示は全域で未実施。

## 地理
高砂町は函館本線の北側の地域で、町内を国道12号線が横断している。

## 歴史

### 年表
- 1963年（昭和38年）
  - 12月28日 - 「字元江別」の一部が「高砂町」に町名地番変更[5]。
- 1964年（昭和39年）
  - 10月1日 - 「字元江別」の一部が「高砂町」に町名地番変更[5]。

### 町名の変遷
町名の変遷は以下の通りである。
| 実施後 | 実施年月日     | 実施前（各町名ともその一部） |
| ------ | -------------- | ---------------------------- |
| 高砂町 | 1963年12月28日 | 字元江別                     |
| 高砂町 | 1964年10月1日  | 字元江別                     |

## 世帯数と人口
2023年（令和5年）12月1日現在の世帯数と人口は以下の通りである。
| 町丁   | 世帯    | 人口    |
| ------ | ------- | ------- |
| 高砂町 | 863世帯 | 1,623人 |
| 計     | 863世帯 | 1,623人 |

## 小・中学校の通学区
小・中学校の通学区は以下の通り。
| 町丁     | 字・番地 | 小学校     | 中学校     |
| -------- | -------- | ---------- | ---------- |
| 大麻中町 | 全域     | 中央小学校 | 中央中学校 |

## 施設

### 公共
- 北海道旅客鉄道 函館本線高砂駅（高砂町56-1）[7]
- 江別市役所（高砂町6）[8]
- 江別市民会館（高砂町6）[9]
- つばめ公園（高砂町22）[10]

### 企業・店舗など
- 江別やまもと整形外科（高砂町3-3）[11]
- やわらぎ斎場江別（高砂町4-1）[12]
- 空知信用金庫 江別支店（高砂町8-3）[13]
- コスモ石油 セルフステーション江別高砂（高砂町8-6）[14]
- 三菱自動車 北海道三菱 江別店（高砂町24-10）[15]
- トリトン 江別店（高砂町25-3）[16]
- 丸亀製麺 江別（高砂町34-11）
- ツルハドラッグ 江別高砂店（高砂町35-6）[17]
- パーラー若草（高砂町38-10）[18]

## 交通

### 鉄道
- 町内に函館本線の路線・高砂駅が存在する。[19]
  - 北海道旅客鉄道
    - 函館本線
      - 高砂駅

### バス
- 町内にジェイアール北海道バス及び北海道中央バスの路線がある[20]。

### 道路

#### 一般国道
- 国道12号線[21]

#### 一般道道
- 北海道道46号江別恵庭線[21]
- 北海道道110号江別インター線[22]